# Rainer Arbogast
Rainer E. J. Arbogast (* 18. Juni 1944 in Landsberg an der Warthe) ist ein deutscher Chirurg.

## Leben
Arbogast wuchs im pfälzischen Speyer als Spross einer Gynäkologen-Familie auf. Nach seinem Abitur leistete er den Wehrdienst in einer Pioniereinheit und verließ die Bundeswehr als Leutnant d. R. Anschließend studierte er Humanmedizin an den Universitäten Freiburg im Breisgau, Heidelberg, wo er sich dem Corps Suevia anschloss,  sowie Würzburg. 1973 wurde er an der Ruprecht-Karls-Universität Heidelberg mit einer Arbeit zum Thema „Kohabitationsverletzungen“ promoviert.
In den 1970er Jahren absolvierte er seine Facharztausbildung zum Chirurgen in Würzburg unter dem Professor Ernst Kern. Als Chirurg beschäftigt sich Arbogast vorwiegend mit der Viszeralchirurgie. Er habilitierte sich 1980 an der Julius-Maximilians-Universität Würzburg mit der Habilitationsschrift „Der Einfluss zirkulierender Toxine auf die Myokardfunktion“. Als Leitender Oberarzt und C3-Professor verließ Arbogast Würzburg und nahm die Stelle als Chefarzt der Chirurgischen Klinik am Städtischen Klinikum in Pforzheim an.
Arbogast ist verheiratet, hat eine Tochter und einen Sohn.

## Verbandstätigkeiten
Rainer Arbogast wurde im Jahr 2000 Präsident der Vereinigung Mittelrheinischer Chirurgen und 2009 zum Ehrenmitglied dieser Gesellschaft ernannt. Er war in den Jahren 2002 und 2003 Präsident der Deutschen Gesellschaft für Viszeralchirurgie. Für die Amtsperiode 2007–2008 war Arbogast Präsident der Deutschen Gesellschaft für Chirurgie (DGCH). Für die Amtsperiode 2009–2011 war er Präsident der Deutschen Gesellschaft für Koloproktologie. Er ist Mitglied der Weiterbildungskommission des Berufsverbandes der Deutschen Chirurgen e. V. und der DGCH sowie langjähriges Vorstandsmitglied des Konvents der leitenden Krankenhauschirurgen. Im Jahre 2012 wurde Rainer Arbogast zum Senator auf Lebenszeit der Deutschen Gesellschaft für Chirurgie ernannt.